# Зимницы (Ульяновская область)
Зимницы — село в Сурском районе Ульяновской области, входит в состав Хмелёвского сельского поселения.

## География
Находится на реке Малая Сарка на расстоянии примерно 30 километров по прямой на северо-северо-запад от районного центра — посёлка Сурское.

## История
Названо по фамилии владельца помещика Зимницкого А. А. Село с 1765 года. В 1913 в селе было дворов 213, жителей 994, 2 церкви: Казанская и Покровская. В советские годы работал колхоз «Прогресс».

## Население
Население составляло 87 человек в 2002 году (русские 99 %), 65 по переписи 2010 года.